# 48小時
《48小時》（英語：48 Hrs.）是一部1982年美國警察搭檔動作喜劇片，由華特·希爾執導並與羅傑·史波提斯伍德、賴瑞·葛洛斯、史蒂芬·德蘇薩共同編劇，該片也是喬·西佛的首部監製電影。故事描述由尼克·諾特和艾迪·墨菲分別飾演的警察和囚犯需在48小時內逮到兩名逃亡中的警察殺手。
該片被認為是「警察搭檔」類型中的先驅之一，其中包括之後的《比佛利山超级警探》（1984年，同由墨菲主演）、《致命武器》（1987年）、《絕地戰警》（1995年）和《尖峰時刻》（1998年）。續集《48小時闖天關》於1990年推出。

## 劇情
被定罪的職業罪犯阿爾伯特·蓋茲在獄警的看守下於加利福尼亞州的一個路邊工作，但一個名為比利·貝爾的美洲印第安人現身和他演了一場戲，並在殺了殺死了三名獄警中的兩人後逃離了現場。兩天後，蓋茲與比利殺了他們的同夥亨利·王。同一天，三藩市警察局刑警傑克·凱茲在一次盤查中發現了蓋茲並與對方發生了槍戰。蓋茲在殺死傑克的兩名同事後與比利一同逃走，同時也奪走了傑克的史密斯威森M29左輪手槍。
警察局給了傑克一把M1911手槍來當作他的新槍，並從同事班·基歐那得知蓋茲的前同夥瑞吉·漢蒙因武裝搶劫而被判三年徒刑，在獄中待了六個月。傑克為了找出蓋茲和比利而將瑞吉放出48小時。瑞吉帶領傑克來到蓋茲的前同夥路瑟的公寓前，並順利逮住對方且把他關在監獄裡。那天晚上，瑞吉把傑克帶到了比利曾擔任調酒師的酒吧；在和傑克打賭後，瑞吉憑自己本事將整間酒吧的所有人控制在自己之下，並得知了比利前女友的位置，但仍一無所獲。瑞吉和傑克因爭吵而打了一架後承認，他和蓋茲、比利、王和路瑟幾年前從一個毒販那搶劫了50萬美元，這筆錢至今藏在瑞吉在市中心停車場的汽車後備箱裡。蓋茲出賣了瑞吉導致他被監禁，這也是蓋茲與比利帶走路瑟的女友蘿莎莉的原因：他們希望路瑟帶著瑞吉的錢來換回她的安全。
路瑟從停車場開走汽車後在地下鐵與蓋茲會面，但蓋茲與比利發現了傑克與瑞吉而使雙方展開追逐，最後傑克兩人一無所獲。傑克最終回到警察局，等待瑞吉打電話。瑞吉向傑克透露他跟蹤至一家酒店，而傑克則謙卑地向他為自己的侮辱致歉。他借了瑞吉一些錢來支付酒店房間與他認識的女性開房間，但當瑞吉離開俱樂部時，他看到路瑟離開了酒店。路瑟搭上了一輛由比利駕駛並偷來的公車，並把錢交給了蓋茲，但後者仍射殺了路瑟。蓋茲發現傑克和瑞吉正在追著他們，這使隨後發生了飛車追逐和槍戰。最後比利將傑克兩人駕駛的凱迪拉克撞向一家店面的櫥窗。在傑克與上司哈登發生激烈的口頭爭吵之後，傑克被停了職，而瑞吉也將被送回獄中。
在一家當地的酒吧中，傑克想知道比利是否會回去看他的女友並將她的地方當作藏身處。傑克和瑞吉強行進入搜查，經過短暫的衝突後，瑞吉槍殺了比利。蓋茲逃離到了迷宮般的小巷並挾持瑞吉當人質，但最後仍被傑克開了數槍而死。之後，瑞吉到旅館和在俱樂部認識的女性開房間。傑克把錢留在了瑞吉的車上，但當瑞吉被釋放時，前者要求給他另一輛凱迪拉克的貸款，而瑞吉也同意了這點。傑克給瑞吉一個嚴厲的警告，要求他一旦被釋放就要改邪歸正；瑞吉同意後企圖試圖偷走傑克的打火機，但被前者發現，這使兩人在開車回監獄之前笑了起來。

## 演員
- 尼克·諾特飾演傑克·凱茲（Jack Cates）
- 艾迪·墨菲飾演瑞吉·漢蒙（Reggie Hammond）
- 詹姆士·雷瑪飾演阿爾伯特·蓋茲（Albert Ganz）
- 大衛·派屈克·凱利飾演路瑟（Luther）
- 索尼·蘭德漢姆（英语：Sonny Landham）飾演比利·貝爾（Billy Bear）
- 布瑞恩·詹姆斯飾演班·基歐（Ben Kehoe）
- 安娜特·奧圖（英语：Annette O'Toole）飾演伊蓮·馬歇爾（Elaine Marshall）

## 反響

### 票房
《48小時》為1982年票房收入最高的第七部電影。在美國首映週末開出436萬美元的票房，美國國內票房總額為7886萬美元。

## 外部連結
- 互联网电影数据库（IMDb）上《48小時》的资料（英文）
- AllMovie上《48小時》的资料（英文）
- Box Office Mojo上《48小時》的資料（英文）
- 爛番茄上《48小時》的資料（英文）